# Danakilia franchettii
Danakilia franchettii es una especie de peces de la familia Cichlidae en el orden de los Perciformes.

## Morfología
Los machos pueden llegar alcanzar los 7,4 cm de longitud total.
- Número de  vértebras: 27.[2]

## Hábitat
Es una especie de clima tropical entre (15°N-13°N)  de temperatura.

## Distribución geográfica
Se encuentran en África: lago Afrera (Etiopía).